# Carmen Domínguez Penelas
Carmen Domínguez Penelas (Vigo, 1955) es una periodista española.

## Biografía
Es licenciada en Ciencias de la Información por la Facultad de Ciencias de la Información (Universidad Complutense de Madrid) y tiene el Certificado de 'Buen Gobierno de las Sociedades' otorgado por el IC-A (Instituto de Consejeros-Administradores).
Comenzó su trayectoria profesional en 1979 como reportera de los Servicios Informativos de RTVE en diferentes espacios, desde Hora 15 a En portada. Simultáneamente, colaboraba en RNE en los programas Mañana será noticia y Siete días.
En 1982 se trasladó a Houston, Texas (EE. UU.) Allí dirigió primero el periódico en español La Voz de Houston y posteriormente trabajó para Univision. A su regreso a España, se reincorporó a TVE. En 1983 puso en marcha el primer programa feminista de la televisión en España: Viéndolas venir, de ahí pasó a Metrópolis, un programa sobre las vanguardias internacionales, en el que permaneció durante cinco años como subdirectora.
En 1990, con el nacimiento de las televisiones privadas, fue fichada por Antena 3, donde permaneció 6 años primero como adjunta de Programas de Entretenimiento y después como subdirectora de Programas de Ficción. Como tal, participó en series conocidas del momento como Farmacia de guardia, Los ladrones van a la oficina, ¡Ay, Señor, Señor!, Lleno, por favor, ¿Quién da la vez?, Al fin solos, Manos a la obra…
En 1996 regresó a TVE como directora de Nuevos Proyectos y Coproducciones Internacionales. Y en 1997, saltó a la televisión de pago y vivió el nacimiento de Vía Digital como directora de los canales premium.
Regresó al mundo de la producción como directora de programas en BRB Internacional, donde produjo una colección de TV movies basadas en hechos reales en coproducción con Antonio Mercero: Marqués mendigo, Atropello, Un difunto, seis mujeres y un taller, Los recuerdos de Alicia, Dentro del paraíso, etc.
Tras una etapa como productora independiente, puso en marcha y dirigió desde New Atlantis, el programa de TVE Españoles en el mundo hasta 2011, fecha en la que se incorporó a Ganga Producciones como directora de Contenidos. Y en 2013 fichó por el Grupo Secoya como directora gerente de New Atlantis.
En 2015 creó su propia productora, Mykado Media, con la que produjo programas de corte documental como España, ensayo de una guerra (Historia), Vigilantes del planeta (La Sexta), Hacia un planeta verde y Un viaje al corazón de Europa (TVE) y De Madrid a la Luna, así como corporativos para empresas como Iberdrola, España Global, Optimistas comprometidos, etc. También realizó la campaña publicitaria Un Juguete, Una Ilusión.
Formó parte del comité de expertos y es miembro del patronato de la ONG World Vision International, y participa activamente en el programa Stop Ablación, llevando a cabo entre otras acciones la puesta en marcha de una unidad quirúrgica en Madrid para la reconstrucción de la mutilación genital femenina. Desde febrero de 2020, es miembro del Consejo Nacional de Greenpeace.
Además, fue vicepresidenta de la Academia de las Ciencias y las Artes de Televisión de España entre 2000 y 2006, recibió el Premio Talento (2010) y el Premio Galega Destacada (2012) y es miembro de Mujeres influyentes de España y de Referentes Galegas.
Está casada y tiene tres hijos.

## Distinciones
- Premio Talento (2010).
- Premio Galega Destacada (2012).